# La ricerca delle radici
(Primo Levi)»
La ricerca delle radici è un'antologia curata da Primo Levi scritta nel 1981 che raccoglie brani degli autori che più hanno contato nella sua formazione e conferma il carattere enciclopedico dell'autore che incrocia gli interessi scientifici con quelli umanistici.

## La stesura
Nel 1980 Giulio Bollati aveva affidato ad alcuni scrittori il compito di realizzare dei libri destinati alla scuola dell'obbligo. Solo Primo Levi portò a termine il compito, ma la casa editrice decise che sarebbe stato pubblicato nella collana "Gli struzzi", perché il risultato era più "alto" rispetto allo scopo, come scrisse Giulio Einaudi a Levi.

## I motivi della scelta
Levi sostiene che "la ricerca delle proprie radici è opera notturna, viscerale e in gran parte inconscia". Cita infatti Rabelais, "cui sono fedele da quarant'anni senza assomigliargli minimamente e senza sapere con precisione il perché". Tra gli autori cui è più profondamente e durevolmente appassionato, senza poterlo spiegare, cita Belli, Porta e Conrad.
In altri casi, visto che Levi era un chimico, entrano in gioco la vicinanza professionale (Bragg, Gattermann, Clarke, Lucrezio, le specificazioni dell'ASTM).
In altri c'è l'amore per il viaggio e l'avventura (Omero, Rosny, Marco Polo e altri), oppure una lontana parentela ebraica (Giobbe, Mann, Babel', Schalòm Alechém) una più vicina parentela con Celan ed Eliot o l'amicizia personale con Rigoni Stern, D'Arrigo e Langbein.
Infine, il romanzo di Vercel è stato letto da Levi il giorno in cui i tedeschi hanno abbandonato Auschwitz ed egli temeva di morire.

## I brani
1. Il giusto oppresso dall'ingiustizia (Libro di Giobbe)
2. "Un uomo da nulla" (Odissea)
3. Perché gli animali sono belli? (Charles Darwin, L'origine delle specie)
4. Vedere gli atomi (William Henry Bragg, L'architettura delle cose)
5. Il patto con i mammut (Joseph-Henry Rosny, La guerre du feu)
6. Gli hobbies (Giuseppe Parini, Il giorno)
7. Un pizzicotto micidiale (Carlo Porta, Poesie)
8. Le utopie negative (Jonathan Swift, I viaggi di Gulliver)
9. Un'occasione di provarsi (Joseph Conrad, Giovinezza)
10. Le parole del Padre (Ludwig Gattermann, Die Praxis des organischen Chemikers)
11. Meglio scrivere di riso che di lacrime (François Rabelais, Gargantua e Pantagruel)
12. Un modo diverso di dire "io" (Thomas Mann, Le storie di Giacobbe)
13. L'avventura tecnologica (Roger Vercel, Remorques)
14. Il pozzo buio dell'animo (Herman Melville, Moby Dick)
15. Naufraghi nel Sahara (Antoine de Saint-Exupéry, Terra degli uomini)
16. Il mercante curioso (Marco Polo, Il Milione)
17. Il poeta ricercatore (Tito Lucrezio Caro, La natura)
18. L'ebreo a cavallo (Isaak Babel', L'armata a cavallo e altri racconti)
19. Un loico indomito (Sholem Aleichem, La storia di Tewje il lattivendolo)
20. La pietà nascosta sotto il riso (Giuseppe Gioacchino Belli, Sonetti)
21. Perché non siamo felici (Bertrand Russell, La conquista della felicità)
22. Gli alieni siamo noi (Fredric Brown, Sentinella)
23. La misura di tutte le cose (testo della ASTM)
24. La morte scugnizza (Stefano D'Arrigo, Horcynus Orca)
25. La Tv secondo Leonardo (Arthur Charles Clarke, Le nuove frontiere del possibile)
26. Prima dell'assassinio, e dopo (Thomas Stearns Eliot, Assassinio nella cattedrale)
27. Fuga di morte (Paul Celan, Poesie)
28. Tönle l'invernatore (Mario Rigoni Stern, Storia di Tönle)
29. Per aiutare a capire (Hermann Langbein, Menschen in Auschwitz)
30. Siamo soli (Kip Stephen Thorne, The Search for Black Holes)

## Edizioni
- Primo Levi, La ricerca delle radici, (collana "Gli Struzzi" n. 240; "Einaudi tascabili" n. 471) (dal 2008 con uno scritto di Italo Calvino e un'introduzione di Marco Belpoliti), Einaudi, 1981,  p. 241, ISBN 88-06-14393-X.
- La ricerca delle radici, in Opere, vol. II, a cura di Marco Belpoliti, introduzione di Daniele Del Giudice, Torino: Einaudi ("Nuova Universale Einaudi" n. 225), 1997 ISBN 8806146378
- (FR)  À la recherche des racines, postfazione di Italo Calvino, trad. di Marilène Raiola e Joël Gayraud, Paris: Mille et une nuits, 1999 ISBN 2842054202
- (EN)  The Search for Roots, a cura di Peter Forbes, London: Penguin, 2001 ISBN 0713994878; Chicago: Ivan R. Dee, 2002 ISBN 1566634458
- (ES)  La búsqueda de las raíces, trad. di Miguel Izquierdo, Arantxa Martínez e Elena Melchiorri, Barcelona: El Aleph, 2004 ISBN 847669640X
- (HR)  Traganje za korijenima, trad. di Tvrtko Klarić, Zagreb: Felsina, 2008 ISBN 9789536415540